# Fratura basal craniana
A fratura basal craniana (fratura do crânio ou basocelular) é uma fratura da base do crânio, geralmente envolvendo o osso temporal, osso occipital, osso esfenóide, e/ou osso etmoidal.
Este tipo de fratura é raro, ocorrendo como a única fratura em apenas 4% dos pacientes com traumatismo cranioencefálico grave.
Estas fraturas podem causar rasgos nas membranas circundantes do cérebro, ou meninges, com conseqüente vazamento do líquido cefalorraquidiano (LCR). As fugas de fluido pode acumular-se no espaço da orelha média, e através de um drible no tímpano perfurado (PSC otorréia) ou para a nasofaringe através da tuba auditiva, provocando um sabor salgado. CSF também pode escorrer do nariz (fístula) em fraturas da base do crânio anterior, obtendo-se um halo sinal. Estes sinais são patognomônicos basilar para a fratura do crânio.